# هوارد إي. بيغيلو
هوارد إي. بيغيلو (بالإنجليزية: Howard E. Bigelow)‏ هو عالم نبات أمريكي، ولد في 28 يونيو 1923 في غرينفيلد في الولايات المتحدة، وتوفي بنفس المكان في 21 نوفمبر 1987.